# نکیبو ابوبکری
نکیبو ابوبکری (انگلیسی: Nakibou Aboubakari؛ زادهٔ ۱۰ مارس ۱۹۹۳) بازیکن فوتبال اهل فرانسه است که در پست هافبک برای تیم فوتبال فلوری بازی می‌کند.
از باشگاه‌هایی که در آن بازی کرده‌است می‌توان به باشگاه فوتبال گنگام اشاره کرد.
وی همچنین در تیم ملی فوتبال اتحاد قمر بازی کرده‌است.